# Ортоверо
Ортоверо (итал. Ortovero) је насеље у Италији у округу Савона, региону Лигурија.
Према процени из 2011. у насељу је живело 987 становника. Насеље се налази на надморској висини од 62 м.

## Становништво
Према резултатима пописа становништва 2011. у општини је живело 1.583 становника.
| 1931. | 1936. | 1951. | 1961. | 1971. | 1981. | 1991. | 2001. | 2011. |
| ----- | ----- | ----- | ----- | ----- | ----- | ----- | ----- | ----- |
| 891   | 915   | 987   | 903   | 850   | 855   | 934   | 1.090 | 1.583 |

## Партнерски градови
- Csopak